# Zatoka Meklemburska
Zatoka Meklemburska (niem. Mecklenburger Bucht, duń. Mecklenburg Bugt) – zatoka morska w południowo-zachodniej części Morza Bałtyckiego pomiędzy niemieckim wybrzeżem na południu, a duńskimi wyspami Lolland i Falster na północy. Na zachodzie ograniczona wyspą Fehmarn, gdzie łączy się z Zatoką Kilońską, a od wschodu półwyspem Darß (Darßer Ort).
Zawiera mniejsze zatoki: Zatokę Lubecką i Zatokę Wismarską. W zatoce leży wyspa Poel oraz mniejsze: Walfisch i Langenwerder.
Największymi portami zatoki są hanzeatyckie miasta Lubeka, Rostock i Wismar.